# Dassault Mirage F2
El Dassault Mirage F2 fue prototipo de avión de ataque biplaza francés de la familia Mirage que no entró en producción. Sirvió como banco de pruebas para el motor turbofán SNECMA TF306 y como base para el diseño del Dassault Mirage G, similar pero con alas de geometría variable.

## Desarrollo
El Mirage F2, aunque conservaba algunas de las características del Mirage III, se trataba de un diseño muy distinto, que se apartaba de la configuración de ala en delta.
Monoplano de ala alta con ala y superficies de cola aflechadas que incorporaba estabilizadores enterizos, el F2 estaba equipado con un turbofán Pratt&whitney TF30 cuando realizó su primer vuelo, el 12 de junio de 1966.
Sólo se construyó un proptotipo Mirage F2, pero en el Mirage F1 se utilizó una versión a escala reducida de las alas que se habían diseñado para aquel avión.

## Especificaciones (Mirage F2 con motor TF30)
Referencia datos: The Illustrated Encyclopedia of Aircraft.

### Características generales
- Tripulación: 2
- Longitud: 17,6 m
- Envergadura: 10,5 m
- Altura: 5,8 m
- Peso vacío: 9.500 kg
- Peso máximo al despegue: 18.000 kg
- Planta motriz: 1× turbofán Pratt & Whitney TF30.
  - Empuje normal: 89 kN (9072 kgf; 20 000 lbf) de empuje.

### Rendimiento
- Velocidad máxima operativa (Vno): 2333 km/h (1450 MPH; 1260 kt) (Mach 2,2)
- Techo de vuelo: 20 000 m (65 617 ft)

### Desarrollos relacionados
- Dassault Mirage III
- Dassault Mirage F1
- Dassault Mirage G

### Secuencias de designación
- Serie Mirage de Dassault Aviation: Mirage III · Mirage IIIV · Mirage IV · Mirage 5/50 · Mirage F1 · Mirage F2 · Mirage G · Mirage 2000 · Mirage 4000